# 8028 Joeengle
8028 Joeengle è un asteroide della fascia principale. Scoperto nel 1991, presenta un'orbita caratterizzata da un semiasse maggiore pari a 3,1150388 UA e da un'eccentricità di 0,2145218, inclinata di 23,33796° rispetto all'eclittica.